# Lotorp (naturreservat)
Lotorp är ett naturreservat sydväst om orten Lotorp i Finspångs kommun i Östergötlands län.
Naturreservatet inrättades den 18 mars 2017 och är cirka 17 hektar stort. Syftet med reservatet är att bevara och vårda den äldre barrskog som finns där, den biologiska mångfald som områdets äldre träd och döda ved ger förutsättning för samt att området ska vara tillgängligt för friluftsliv.
Reservatet består av gammal tallskog med stort inslag av gran samt ett mindre myrområde. Inom naturreservatet finns det flera tallar med en diameter som överstiger sju decimeter och som är över 200 år gamla. Naturvärdena präglas av att det inom området historiskt förekommit bete, plockhuggning och eventuella bränder. I reservatet kan man förutom barrträden finna en mindre mängd lövträd. Här växer grynig blåslav, tallticka, blomkålssvamp och gropticka, gammelgranslav, dropptaggsvamp samt kattfotslav.
I naturreservatet ligger Näfverkärret. Där växer endast enstaka klena tallar, björkar och alar. Kärret har historiskt sett använts som slåtteräng och därför finns där bland annat ängsvädd och svinrot.
Naturreservatet har för trakten typiska geologiska förutsättningar, och saknar därmed särskilda geologiska värden. Förutom en kolbotten reservatets södra del saknas kända forn- eller kulturhistoriska lämningar inom naturreservatet.

### Fotnoter
1. 1 2 3 4  läs online, nvpub.vic-metria.nu , läst: 16 juli 2018.[källa från Wikidata]
2. ↑  Skyddade områden, naturreservat, 25 februari 2020, läs onlineläs online, läst: 25 februari 2020.[källa från Wikidata]
3. ↑  Skötselplanen s. 3.
4. ↑  Beslutet s. 1.
5. 1 2  Skötselplanen s. 4.
6. ↑  Skötselplanen s. 5.
7. 1 2 3  Skötselplan s. 6.
8. 1 2  Skötselplanen s. 11.
9. ↑  Skötselplan s. 5 & 11.